# Most přes Velký Belt
Most přes Velký Belt, dánsky Storebæltsbroen, je visutý most, překonávající průliv Velký Belt mezi městy Korsør a Nyborg a spojující tak dva největší dánské ostrovy, Sjælland a Fyn.

## Popis
Spojení přes Velký Belt, dlouhé 18 km, bylo dokončeno v roce 1998 a zahrnuje čtyřproudou dálnici a dvoukolejnou železniční trať. V západní části z ostrova Fyn na ostrůvek Sprogø, ležící uprostřed úžiny, vedou dálnice i železnice paralelně po nízkém (světlost 18 m) 6 611 m dlouhém mostě, pod východní část úžiny se železnice zanořuje do dvojitého podmořského tunelu, zatímco silnice ji překonává velkolepým visutým mostem, dlouhým 6 790 m.
Mostovka je široká 31 m a hlavní pole má světlou výšku 65 m, takže umožňuje proplout i největším námořním lodím. Každý den přes Velký Belt projede kolem 24 000 aut.
S výškou pilířů 254 m je nejvyšším i nejdelším mostem Dánska. Také tento most je druhý největší visutý most v Evropě.

## Nehody
Při stavbě mostu zemřelo při pracovním úrazu 7 lidí.
Dne 2. ledna 2019 došlo na mostě k železniční nehodě, během níž zemřelo 8 lidí.

## Galerie

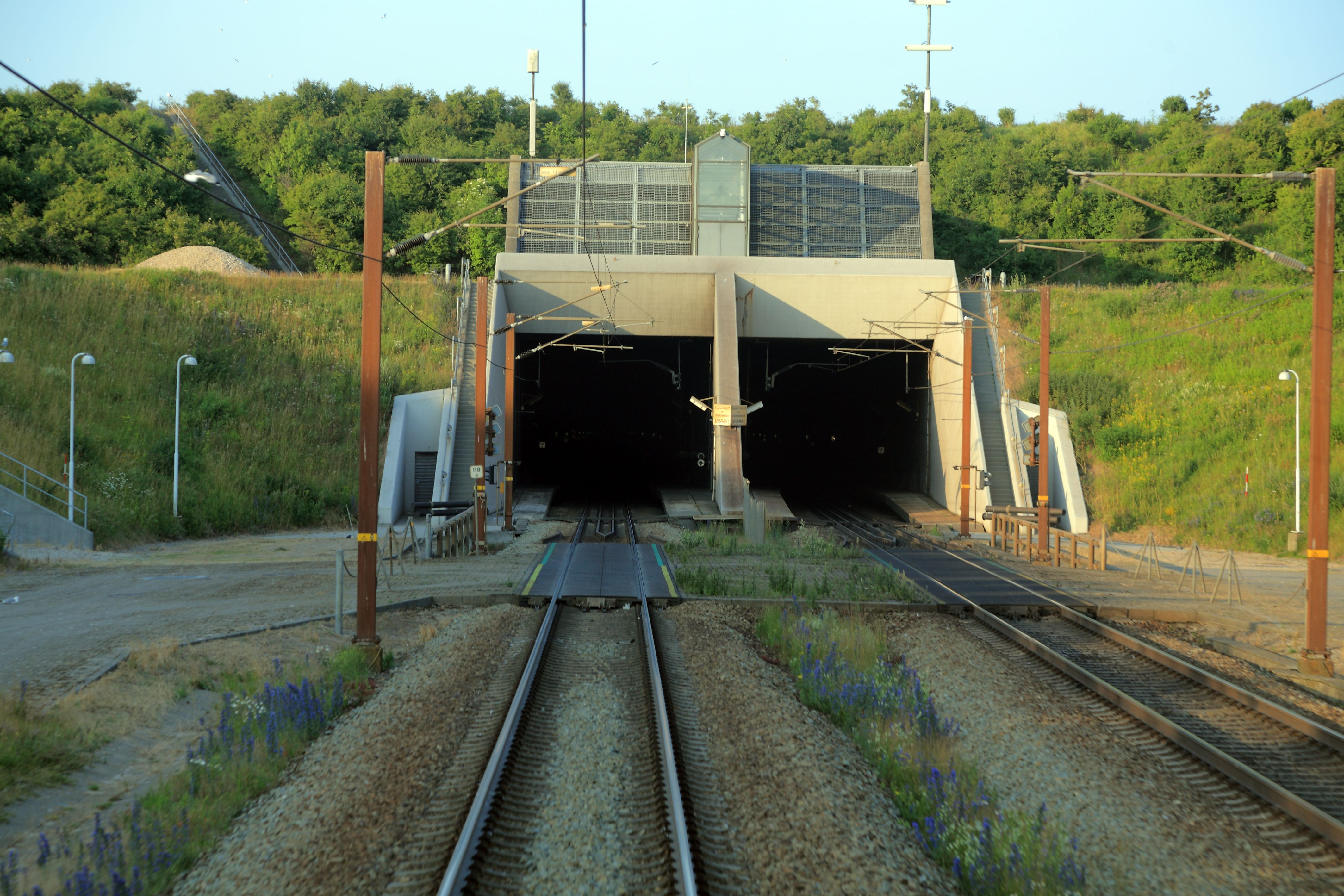
Západní portál železničního tunelu
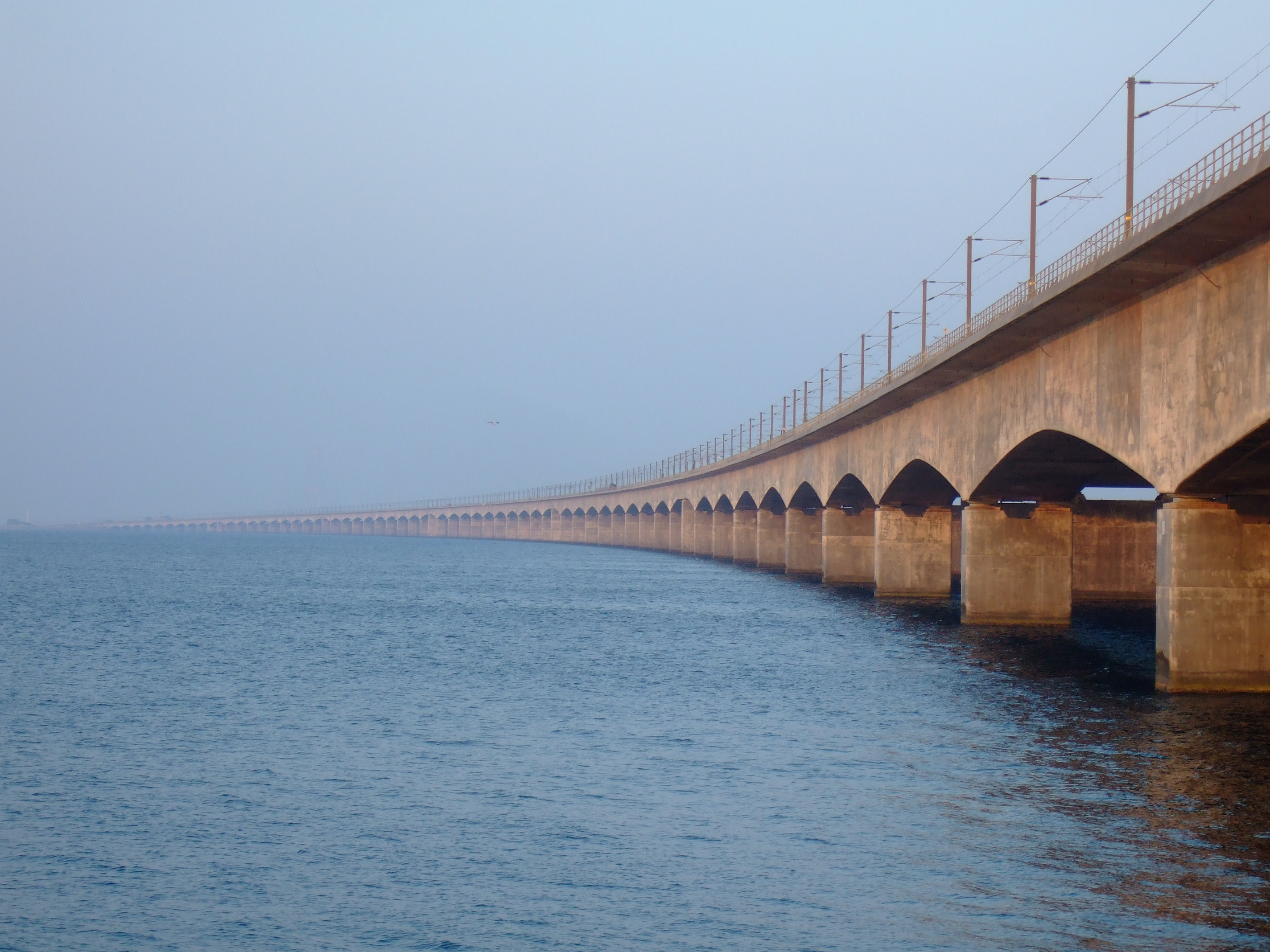
Západní most
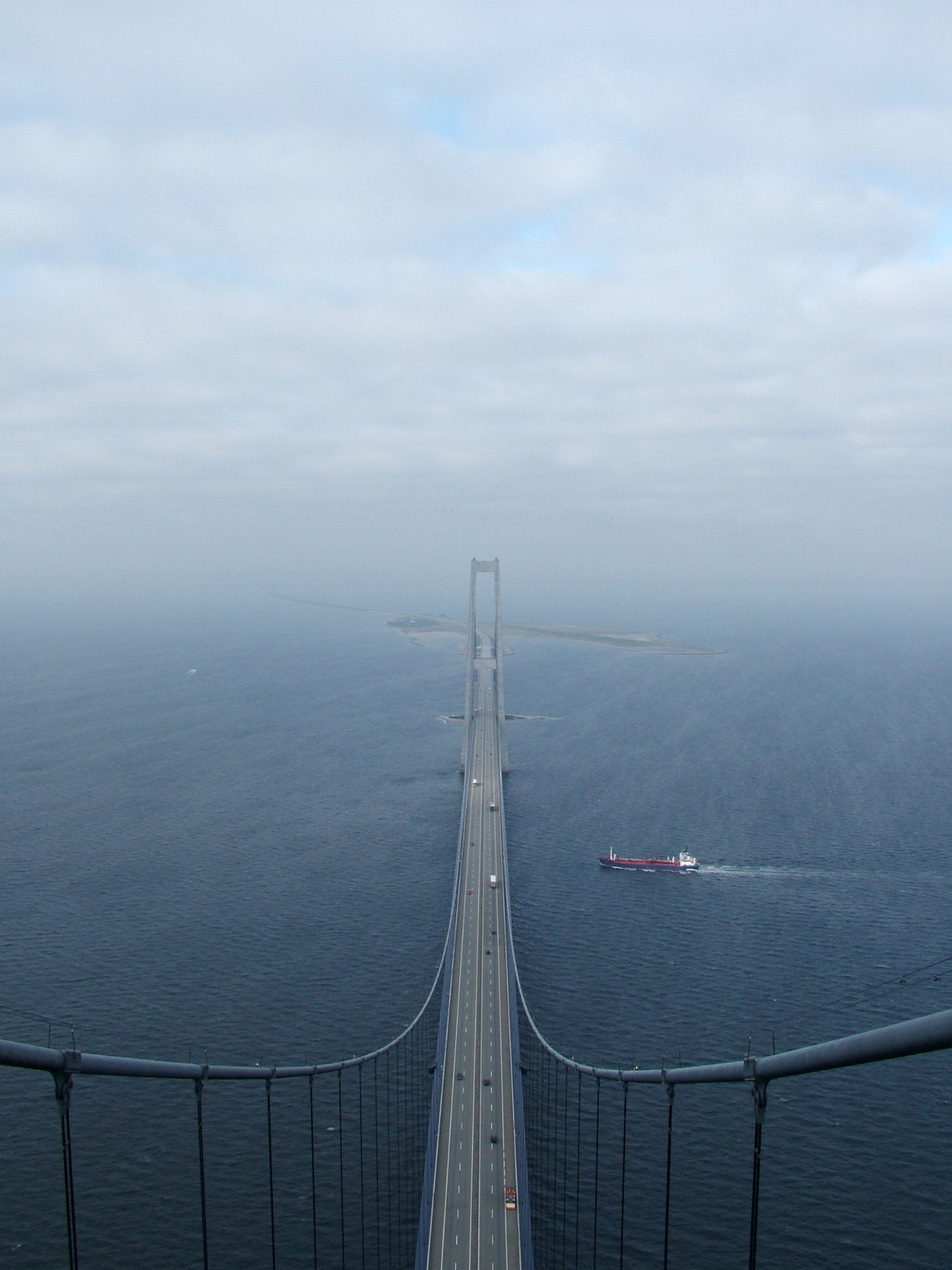
Most přes Velký Belt